# Các dấu hiệu sinh học của tuổi tác
Các dấu hiệu sinh học của tuổi tác là dấu ấn sinh học có thể dự đoán năng lực chức năng ở một số tuổi muộn hơn so với tuổi theo thời gian. Nói cách khác, dấu ấn sinh học của sự lão hóa sẽ cho "thời đại sinh học" thực sự, có thể khác với thời đại theo thời gian.
Các dấu ấn sinh học được xác nhận của tuổi tác sẽ cho phép thử nghiệm các biện pháp can thiệp để kéo dài tuổi thọ, bởi vì những thay đổi trong dấu ấn sinh học sẽ có thể quan sát được trong suốt tuổi thọ của sinh vật. Mặc dù tuổi thọ tối đa sẽ là một phương tiện để xác nhận các dấu ấn sinh học của sự lão hóa, nhưng nó sẽ không phải là một phương tiện thiết thực cho các loài sống lâu như con người vì các nghiên cứu theo chiều dọc sẽ mất quá nhiều thời gian. Một cách lý tưởng, chỉ thị sinh học của lão hóa nên khảo nghiệm quá trình sinh học của lão hóa và không phải là một khuynh hướng bệnh tật, nên gây ra một số tiền tối thiểu chấn thương để xét nghiệm trong cơ thể, và nên được reproducibly thể đo lường được trong một khoảng thời gian ngắn so với tuổi thọ của sinh vật.
Mặc dù tóc bạc tăng theo tuổi tác, tóc bạc không thể được gọi là dấu ấn sinh học của sự lão hóa. Tương tự, nếp nhăn trên da và những thay đổi phổ biến khác được thấy khi lão hóa không phải là chỉ số tốt hơn về chức năng trong tương lai so với tuổi theo thời gian. Các nhà sinh vật học đã tiếp tục nỗ lực tìm kiếm và xác nhận các dấu ấn sinh học của sự lão hóa, nhưng thành công cho đến nay vẫn còn hạn chế. Các cấp độ của bộ nhớ CD4 và CD8 Các tế bào T và các tế bào T ngây thơ đã được sử dụng để đưa ra dự đoán tốt về tuổi thọ dự kiến của chuột trung niên.